# Мусаев, Агил Гусейн оглы
Агил Гусейн оглы Мусаев (азерб. Aqil Hüseyn oğlu Musayev; 3 ноября 1973 — 5 октября 1994) — военнослужащий Вооружённых сил Азербайджана, Национальный Герой Азербайджана (1994).

## Биография
Родился Агил Мусаев 3 ноября 1973 года в селе Ашагы Аскипара, Газахского района, Азербайджанской ССР. В 1981 году он поступил на обучение в первый класс сельской средней школы, а в 1991 году окончил её. Затем продолжил образование в технико-профессиональном училище № 117 в городе Газах. Получил профессию водителя.

### Первая карабахская война
18 мая 1993 года Агил Мусаев был призван в ряды Национальной армии Газахским районным военным комиссариатом. Некоторое время он принимал участие в учебно-тренировочных сборах. За небольший промежуток он приобрёл навыки необходимые для исполнения воинского долга. В составе войсковой части № 777 был направлен в зону боевых действий. Его первый бой состоялся в Агдамском районе.
Агиль Мусаев принимал активное участие в операциях против боевых сил противника в Физулинском и Тертерском районах. Был ранен в бою на Физулинском направлении. После излечения в госпитале, снова возвратился в расположение своей части. Во время боевых действий в городе Гяндже, он 5 октября 1994 года принимал участие в обезвреживании повстанческого отряда. получил смертельное ранение и погиб на поле боя.
Женат не был.

## Память
Указом Президента Азербайджанской Республики № 215 от 5 октября 1994 года Агилу Гусейн оглы Мусаеву было присвоено звание Национального Героя Азербайджана (посмертно).
Похоронен в Аллее Шехидов села Азизбейли Газахского района Республики Азербайджан.